# Itàlia durant l'edat mitjana

Prefectura del pretori d'Itàlia vers el 555

La història d'Itàlia durant l'edat mitjana va aproximadament des de la caiguda de l'Imperi Romà d'Occident fins al Renaixement italià. A Itàlia, l'antiguitat tardana perdurà fins al segle vii sota el Regne dels Ostrogots i l'Imperi Romà d'Orient. El papat bizantí durà fins al segle viii. L'edat mitjana pròpiament dita hi començà en un context d'afebliment de l'Imperi Romà d'Orient sota la pressió de les conquestes musulmanes. La major part de l'exarcat de Ravenna caigué sota domini longobard el 751. A partir d'aleshores, les terres que formaven part de l'exarcat i no havien estat conquerides pels longobards, com ara el ducat de Nàpols, assoliren la independència de facto, cada cop més lliures de la influència romana d'Orient.
El domini longobard arribà a la seva fi el 773 amb la invasió de Carlemany, que establí el Regne d'Itàlia i els Estats Pontificis a bona part del nord i el centre d'Itàlia. Això creà les condicions per al principal conflicte polític que afectaria Itàlia al llarg dels segles següents, entre el papa i el sacre emperador romanogermànic, que culminaria en la Lluita de les Investidures, la brega entre el papa Gregori VII i l'emperador Enric IV i la humiliació de Canossa el 1077.
Al segle xi començà una evolució política que no es veié enlloc més: la transformació de comuns medievals en poderoses ciutats estat, moltes de les quals bevien de la tradició de l'antiga República Romana.
Ciutats com Venècia, Milà, Gènova, Florència, Siena, Pisa i Bolonya entre d'altres, acumularen un gran poder polític i esdevingueren grans centres financers i mercantils. Aquests estats aplanaren el camí del Renaixement italià i la fi de la (presumpta) foscor de l'edat mitjana.
Després de tres dècades de guerres de Llombardia entre el Ducat de Milà i la República de Venècia, emergí un equilibri de poder entre cinc estats poderosos, que fundaren la Lliga Itàlica en el Tractat de Lodi, impulsat per Francesc I Sforza. Aquest pacte fou l'inici del primer període de calma relativa a la regió des de feia segles.
Aquestes cinc potències eren la República de Venècia, la República de Florència, el Ducat de Milà i el Estats Pontificis, que dominaven les parts septentrional i central d'Itàlia, i el Regne de Nàpols al sud.
L'equilibri delicat entre aquests poders fou pertorbat el 1494, quan el duc de Milà, Lluís Maria Sforza, demanà auxili a Carles VIII de França contra Venècia i provocà la primera guerra italiana. Així doncs, Itàlia esdevingué un camp de batalla de les grans potències europees durant seixanta anys, culminant en la guerra italiana del 1551-1559, que deixaria la Monarquia Hispànica com a potència dominant a Milà i la Itàlia meridional. Els Habsburg encara controlarien territoris a Itàlia durant la resta de l'edat moderna, fins que Napoleó envaí Itàlia el 1796.
En última instància, el terme edat mitjana ve de la descripció del període de «foscor» que hauria estat la història d'Itàlia entre els segles ix i xi, el saeculum obscurum del papat de Roma, des del punt de vista dels humanistes italians dels segles xiv i xv.